# Schockhose
Die Schockhose ist ein in der präklinischen Notfallmedizin verwendetes Hilfsmittel, das mit der Zielsetzung Ruhigstellung, Schienung, Blutstillung und Autotransfusion eingesetzt wird, um insbesondere die Situation nach schweren Verletzungen mit Volumenmangelschock besser beherrschen zu können.
In der Anwendung wird die Schockhose über Beine und Becken angezogen und anschließend gezielt mit Luft aufgeblasen, wodurch sowohl das Venensystem komprimiert und damit der Blutrückstrom zum Herzen verbessert, als auch gleichzeitig Beine und Beckenring stabilisiert werden. Ihr Einsatz ist mit Vor- aber auch mit Nachteilen verbunden und wird in Deutschland als obsolet betrachtet.

## Synonyme
Synonym werden insbesondere im englischen Sprachraum die Begriffe Military anti-shock trousers (MAST), Trauma-Air-Pants, Medical anti-shock trousers und pneumatic anti-shock garments (PASG) sowie im deutschen Sprachraum Antischockhose verwendet.

## Entwicklung
Military Anti-Shock Trousers wurden während des Vietnamkrieges von Lt. Col. Burton Kaplan entwickelt. Die Idee einer aufblasbaren Kompressionshose geht aber schon auf George W. Crile zurück, der bereits 1903 Pneumatic Rubber Suits zur Prophylaxe von Luftembolien bei Eingriffen im Kopf und Halsbereich einsetzte. Im Zweiten Weltkrieg wurden aufblasbare Beinkleider bei Kampffliegern eingesetzt. Diese sollten beim Piloten das Absacken von Blut in die unteren Extremitäten verhindern. Dadurch konnten Kampfflieger mit einem Kampfflugzeug waghalsige Manöver, wo es zu großen Beschleunigungswerten kam, fliegen, ohne dass der Pilot das Bewusstsein verlor. Im Vietnamkrieg wurde das Prinzip der Kompression der unteren Extremitäten durch aufblasbare Becken- und Beinschienen weiterentwickelt. Antischockhosen wurden besonders bei Minenverletzungen eingesetzt. Military Anti-Shock Trousers werden besonders in den USA auch im regulären Rettungsdienst eingesetzt. Auch die Bundeswehr verfügt über eine solche Ausrüstung auf ihren Hubschraubern und Sanitätsfahrzeugen.

## Funktion und Einsatz
Antischockhosen komprimieren die unteren Extremitäten, so dass dem Zentralkreislauf durch Autotransfusion mehr Blut zur Verfügung steht. Durch Kompression kommt zu einer Blutmengenverschiebung. Der Druck in den Druckkörpern kann von 40 bis 100 mm Hg eingestellt werden, wobei sie soweit aufgeblasen werden sollen, bis sich der hämodynamische Zustand des Patienten bessert. Der Druck wird über Manometer kontrolliert. Der Druck der Schienen wird durch eine einfache fußbetriebene Pumpe aufgebaut.
Der Einsatz von Antischockhosen ist nicht unumstritten. Kritiker führen neben den hohen Kosten auch andere Probleme in die Diskussion. Oft ist das Personal von Notaufnahmen in Krankenhäusern im Umgang mit solchen Hosen nicht geschult. Es kann passieren, dass die Hosen mit einer Schere aufgeschnitten werden, mit fatalen Folgen, da der Blutdruck durch die schlagartige Dekompression massiv abfällt. Deswegen wurde an MAST ein Warnhinweis, die Manometer der Hosen langsam zu öffnen und die Hosen in keiner Weise aufzuschneiden, angebracht. Auch ist die Effektivität umstritten. Ein Cochrane-Review konnte keinen Überlebensvorteil nachweisen.
Seit einigen Jahren sind Antischockhosen auf dem Markt, die ohne Luftkammern arbeiten. Sie werden als Non-Pneumatic Anti Shock Trousers (NP-AST), L-Mast oder Non-pneumatic anti-shock garments (NASG) bezeichnet. NP-AST / NASG sind in der Anschaffung billiger und in der Handhabung einfacher und sollen denselben Zweck erfüllen.